# John Bostock
John Joseph Bostock (Camberwell, 15 januari 1992) is een Engels voetballer die als aanvallende middenvelder speelt. Hij speelde onder meer bij Antwerp FC en Oud-Heverlee Leuven.

## Carrière

### Jeugd
John Bostock werd in 1992 geboren in het Londense Camberwell. Op 7-jarige leeftijd sloot hij zich aan bij de jeugdopleiding van Crystal Palace. De rijzige middenvelder doorliep alle jeugdreeksen en schopte het ook tot de nationale jeugdelftallen van Engeland. In het seizoen 2007/08 maakte hij de overstap naar het eerste elftal van Crystal Palace.

### Crystal Palace
Op 29 oktober 2007 maakte de toen 15-jarige Bostock zijn debuut in de Football League Championship. Hij mocht toen na zo'n 70 minuten invallen tegen Watford, een duel dat uiteindelijk met 2-0 verloren werd. Bostock was met 15 jaar en 287 dagen de jongste debutant in de geschiedenis van Crystal Palace. Op 6 november 2007 kreeg hij tegen Cardiff City zijn eerste basisplaats voor de Londense club.

### Tottenham Hotspur
Op 30 mei 2008 kondigde Tottenham Hotspur de komst van Bostock aan, maar Crystal Palace ontkende dat er een akkoord bereikt was. De twee Londense clubs onderhandelden over de transfersom, maar bereikten geen consensus. Op 9 juli 2008 besloot de rechtbank dat de speler voor een transfersom van £700.000 van club mocht veranderen.
Op 6 november 2008 maakte de middenvelder in de UEFA Cup-wedstrijd tegen Dinamo Zagreb zijn officieel debuut voor Tottenham. Bostock werd met 16 jaar en 295 dagen de jongste speler in de geschiedenis van de club. Hij verbrak zo het record van Ally Dick, die zes dagen ouder was bij zijn debuut in 1982.

### Uitleenbeurten
Ondanks enkele speelkansen in de UEFA Cup slaagde Bostock er niet in om een vaste waarde te worden bij Tottenham. In 13 november 2009 werd hij voor een maand uitgeleend aan Brentford, dat toen in de Football League One uitkwam. Bij zijn debuut scoorde hij twee keer tegen Millwall.
Het volgende seizoen werd hij verhuurd aan Hull City, dat net uit de Premier League was gedegradeerd. Opnieuw scoorde hij bij zijn debuut. Tegen Swansea City trapte hij de bal van op zo'n 30 meter binnen. In december 2010 werd hij door Tottenham terug naar Londen gehaald.
Op 30 januari 2012 volgde een nieuwe uitleenbeurt. Ditmaal verhuisde Bostock naar League One-club Sheffield Wednesday. In maart 2012, na vier wedstrijden voor de club uit Sheffield, keerde hij terug naar Tottenham en werd hij vrijwel meteen uitgeleend aan het Swindon Town van coach Paolo Di Canio. Met die club werd hij na een 5-0 zege tegen Port Vale kampioen in de Football League Two. Ook in het daaropvolgende seizoen 2012/13 werd hij uitgeleend aan Swindon. In januari 2013 keerde hij terug naar Tottenham.
In februari 2013 legde Bostock testen af bij de MLS-clubs San Jose Earthquakes en Toronto FC. Op 8 maart 2013 werd hij voor een periode van drie maanden verhuurd aan Toronto. Een dag later maakte hij zijn debuut in de competitiewedstrijd tegen Sporting Kansas City.
Op 10 juni 2013 maakte Tottenham bekend dat het contract van Bostock niet verlengd zou worden, waardoor hij een vrije speler was.

### Antwerp FC
Op 11 juli 2013 tekende de Engelsman een contract bij het Antwerp FC van trainer Jimmy Floyd Hasselbaink. Bostock werd met zestien assists een belangrijke speler bij de Antwerpse tweedeklasser. Antwerp werd uiteindelijk zevende en greep naast een ticket voor de eindronde.

### Oud-Heverlee Leuven
Op 28 augustus 2014 verhuisde Bostock naar Oud-Heverlee Leuven, dat net naar de Tweede Klasse was gedegradeerd. Bij de Leuvense club groeide Bostock uit tot een publiekslieveling en sterkhouder. Met elf doelpunten werd hij in de competitie topschutter van het team. Leuven bereikte de eindronde en wist daarin, onder meer dankzij twee doelpunten van Bostock, de promotie naar de Jupiler Pro League af te dwingen.

## Statistieken[1]
| Seizoen | Club                  | Land               | Competitie         | Competitie | Competitie | Beker | Beker | Internationaal | Internationaal | Totaal | Totaal |
| Seizoen | Club                  | Land               | Competitie         | Wed.       | Dlp.       | Wed.  | Dlp.  | Wed.           | Dlp.           | Wed.   | Dlp.   |
| ------- | --------------------- | ------------------ | ------------------ | ---------- | ---------- | ----- | ----- | -------------- | -------------- | ------ | ------ |
| 2007/08 | Crystal Palace        | Vlag van Engeland  | Championship       | 4          | 0          | 1     | 0     | 0              | 0              | 5      | 0      |
| 2008/09 | Tottenham Hotspur     | Vlag van Engeland  | Premier League     | 0          | 0          | 0     | 0     | 3              | 0              | 3      | 0      |
| 2009/10 | → Brentford FC        | Vlag van Engeland  | League One         | 9          | 2          | 1     | 0     | 0              | 0              | 10     | 2      |
| 2010/11 | → Hull City           | Vlag van Engeland  | Championship       | 11         | 2          | 0     | 0     | 0              | 0              | 11     | 2      |
| 2011/12 | → Sheffield Wednesday | Vlag van Engeland  | League One         | 4          | 0          | 1     | 0     | 0              | 0              | 5      | 0      |
| 2011/12 | → Swindon Town        | Vlag van Engeland  | League Two         | 3          | 0          | 1     | 0     | 0              | 0              | 4      | 0      |
| 2012/13 | → Swindon Town        | Vlag van Engeland  | League One         | 8          | 0          | 1     | 0     | 0              | 0              | 9      | 0      |
| 2012/13 | → Toronto FC          | Vlag van Canada    | MLS                | 7          | 0          | 2     | 0     | 0              | 0              | 9      | 0      |
| 2013/14 | Antwerp FC            | Vlag van België    | Tweede Klasse      | 28         | 1          | 0     | 0     | 0              | 0              | 28     | 1      |
| 2014/15 | Oud-Heverlee Leuven   | Vlag van België    | Tweede Klasse      | 31         | 13         | 0     | 0     | 0              | 0              | 31     | 13     |
| 2015/16 | Oud-Heverlee Leuven   | Vlag van België    | Jupiler Pro League | 25         | 7          | 2     | 0     | 0              | 0              | 27     | 7      |
| 2016/17 | RC Lens               | Vlag van Frankrijk | Ligue 2            | 31         | 5          | 1     | 1     | 0              | 0              | 32     | 6      |
| 2017/18 | RC Lens               | Vlag van Frankrijk | Ligue 2            | 4          | 0          | 1     | 0     | 0              | 0              | 5      | 0      |
| TOTAAL  | TOTAAL                | TOTAAL             | TOTAAL             | 168        | 30         | 11    | 1     | 3              | 0              | 182    | 31     |

## Interlandcarrière
Bostock kwam uit voor diverse Engelse nationale jeugdelftallen. Hij behaalde onder meer 25 caps voor Engeland -17 en 9 caps voor Engeland -19. Hij was ook aanvoerder van Engeland onder 17 jaar.